# نانا گریبیزی
نانا گریبیزی (به لاتین: Nana-Grébizi) یک منطقهٔ مسکونی در جمهوری آفریقای مرکزی است که در جمهوری آفریقای مرکزی واقع شده‌است. نانا گریبیزی ۱۹٬۹۹۶ کیلومتر مربع مساحت و ۱۱۷٬۸۱۶ نفر جمعیت دارد.